# Alange
Alange è un comune spagnolo di 2 026 abitanti situato nella comunità autonoma dell'Estremadura. Il suo territorio ospita un lago artificiale formato da un invaso.